# كانا ماسودا
كانا ماسودا مواليد 8 أكتوبر 1989، هي لاعبة كرة يد يابانية تلعب كظهير أيسر. مثلت منتخب اليابان لكرة اليد للسيدات.

## سجل المنافسة
شاركت في البطولات التالية:
- بطولة العالم لكرة اليد للسيدات 2013